# Live - Black & White Tour
Live - Black & White Tour è l'undicesimo album del cantante portoricano Ricky Martin pubblicato nel 2007, ed il secondo dal vivo.

## Tracce
1. Intro - Pegate / Raza de mil Colores / Por Arriba, Por abajo
2. Indonesian Transition - I don't Care / María
3. Vuelve
4. Revoulución
5. It's Alright
6. Livin' la vida loca
7. Somos la semilla
8. Rave Intro - Drop it on me / Lola Lola / The cup of life
9. Tal vez
10. Tu recuerdo (feat. La Marie of Chambao)

## Classifiche
| Paese               | Posizione raggiunta |
| ------------------- | ------------------- |
| Argentina           | 3                   |
| Italia              | 84                  |
| Messico             | 24                  |
| Spagna              | 2                   |
| US Latin Pop Albums | 7                   |